# Stenowithius phagophilus
Espèce
Stenowithius phagophilus est une espèce de pseudoscorpions de la famille des Withiidae.

## Distribution
Cette espèce est endémique de Namibie. Elle se rencontre vers Aminuis.

## Publication originale
- Beier, 1953 : Ueber einige phoretische und phagophile afrikanische Pseudoscorpione. Revue de Zoologie et de Botanique Africaines, vol. 48, p. 73-78.